# Prepletena reka
Prepletena reka je ena od številnih vrst rek, ki ima strugo, ki je sestavljena iz mreže manjših korit, ločenih z majhnimi in pogosto začasnimi rečnimi otoki, sipinami in predstavljajo prepletajoče sipinske komplekse. Prepletene reke se pojavljajo pri rekah z večjim naklonom in / ali veliko naplavinami.  Prepletene reke so značilne tudi za okolja, kjer se dramatično zmanjšuje globina struge in posledično hitrost, kot so rečne delte, aluvialni vršaji in zelo nizke ravnice.

## Oblike
Pletene reke se, za razliko od meandriranih rek, pojavijo, ko je dosežen prag iz naplavin ali pobočja. Geološko gledano je povečanje naplavin posledica povečanja erozije bregov reke, tako da sta ta dva pogoja lahko sinonim. Prag naklona je eksperimentalno ugotovljen in znaša 0,016 (ft / ft) za 0,15 cu ft / s (0,0042 m3 / s) toka za slabo sortiran grob pesek. Vsako pobočje nad tem pragom ustvarja prepleten tok, medtem ko je vsak naklon pod pragom ustvarja meandre ali - za zelo nizka pobočja - ravno strugo. Prav tako pomembna za usmerjanje razvoja je delež lebdečih sedimentov nad tlemi. Povečanje nanašanja fino erozijsko odpornega materiala na notranji strani zavoja, poudarja krivuljo in v nekaterih primerih povzroči premik reke iz spletene na vijugast profil. Struga in vezne pletenice so običajno zelo mobilne, reka se pogosto bistveno spremeni v času poplav.  Korito se premika vstran zaradi različne hitrosti vode v njem. Na zunanji strani ovinka globlja, hitra voda pobira usedline (običajno prod ali večje kamne) in jih ponovno deponirana kot počasi tekoča vodi na notranji strani ovinka ter tvori naplavne ravnice.
Prepletene reke lahko tečejo znotraj območja, opredeljenega z relativno stabilnimi brežinami ali lahko zasedejo celotno dno doline.
Pogoji, povezani s tvorbo prepletene reke, so:
- bogata dobava sedimenta [3]
- velik naklon toka [4]
- hitre in pogoste spremembe v odvajanju vode
- erozijsko neodporne brežine
- strm naklon struge

Vendar pa je ključni dejavnik, ki določa ali bo tok meander ali pletenica erozijska odpornost brežin. Tok bo pri kohezivnih brežinah, ki so odporne proti eroziji, tvoril ozke, globoke, meandrirane struge, tok z močno erodiranimi brežinami bo tvoril široke, plitve struge, zaviral vijačenje toka in imel za posledico tvorbo prepletenih strug. 

## Primeri
Obsežne prepletene rečne sisteme najdemo na Aljaski, v Kanadi, Južnem otoku Nove Zelandije in v Himalaji, ki vse vsebujejo mlade, hitri eroziji podvržene gore.
- Ogromna reka Yarlung Tsangpo -Brahmaputra-Jamuna (ista reka, več imen) v Aziji, je klasičen primer prepletene reke. [6]
- Prepleteni rečni sistemi so prisotni v Afriki, na primer v dolini Touat.
- Znan primer velike prepletenosti toka v ZDA je reka Platte v osrednji in zahodni Nebraski. Usedline sušnih Great Plains (Velika nižina) se krepijo v bližnjem Sandhills območju severno od reke.
- Del spodnjega dela Rumene reke teče prepleteno. [7]
- Sewanee konglomerat, pensilvanski grob peščenjak in konglomerat skupaj [8], so prisotni na planoti Cumberland v bližini University of South in so bili morda odloženi po stari prepleteni in ovinkasti reki, ki je nekoč obstajala v vzhodnem delu Združenih držav Amerike. [9] Drugi interpretirajo to kot sedimentacijsko okolje zaradi plimovanja v delti. [10]

Znane prepletajoče reke v Evropi:
- Italija
  - Tagliamento
  - Piava
  - Brenta
  - Cellina
  - Meduna
  - Fella
  - Magra
- Narew (Poljska in Belorusija)

Številne reke v Srednji Evropi kažejo tudi dokaze o obstoju prepletenih rečnih sistemov, ki so obstajali v času ledene dobe in so danes nadomeščene z meandriranimi sistemi, zaradi spremembe podnebnih razmer, kot je primer Weser. V peščenih ravnicah na Islandiji so prepletene reke pogoste in so nastale iz ledeniških rek. Čez naplavine peska (Sandur) Skeiðarársandur na jugovzhodu otoka teče reka Skeiðará; Gígjukvísl ali Núpsvötn sta še dve večji prepleteni reki.

## Razlika med prepletenimi rekami in anastomoznimi rekami
Anastomozne reke ali potoki so podobni prepletenim rekam, a so sestavljene iz večkratnega prepletanja strug. Anastomozne reke so navadno sestavljene iz mreže kanalov, ločenimi z relativno velikimi, poraslimi otoki, z majhnim naklonom, ozkimi, globokimi kanali s stabilnimi bregovi, v nasprotju s prepletenimi rekami, ki so na bolj strmih naklonih in kažejo manj stabilnosti bregov.

## Galerija
- Reka Rakaia, Južni otok, Nova Zelandija
- Reka Tanana, Fairbanks, Aljaska, ZDA
- Reka Toklat, Narodni park Denali, Aljaska
- Medano Creek, Narodni park Great Sand Dunes, Kolorado, ZDA
- Sotočje rek Yukon in Koyukuk, Aljaska 1941